# Celebration Day
Celebration Day is een nummer van de Engelse rockband Led Zeppelin. Het is het derde nummer van hun derde studioalbum Led Zeppelin III uit 1970.

## Compositie en opname
Het nummer begint met een monotoon, dreunend geluid afkomstig van een, door bassist John Paul Jones bespeelde, Moog-synthesizer. Het voorgaande nummer, "Friends", eindigt met dit geluid waardoor de twee nummers muzikaal met elkaar verbonden worden. Het was eigenlijk de bedoeling om een drumtrack van drummer John Bonham te gebruiken als intro voor het nummer, maar door een technische fout was deze opname gewist.
Gitarist Jimmy Page zei hier tijdens een interview in 1993 met het Amerikaanse muziektijdschrift Guitar World, het volgende over:

Het begin van het nummer was volledig gewist door een van de technici. Ik was vergeten wat we opgenomen hadden, luisterde door de koptelefoon maar hoorde helemaal niets. Ik begon te schreeuwen "Wat is er in godsnaam aan de hand!" Toen zag ik de rode opnamelamp voor de drums branden. De technicus had per ongeluk iets anders opgenomen over de drumpartij van Bonzo heen. Daarom hebben we het einde van "Friends" door laten lopen naar het begin van "Celebration Day", als vervanging voor de gewiste drumpartij.

De opname van "Celebration Day" vond plaats in Headley Grange, een voormalig armenhuis in Headley (Hampshire, Engeland), waarbij gebruik gemaakt werd van de Rolling Stones Mobile Studio.
Zanger Robert Plant werd bij het schrijven van de tekst geïnspireerd door de Amerikaanse stad New York. Tijdens Led Zeppelin’s concerttour door de Verenigde Staten en Canada in 1971, kondigde Plant het nummer soms aan als "The New York Song".
De Amerikaanse muziekproducent Rick Rubin zei over het nummer:

Het voelt aan als een volgeladen trein, terwijl het niet een van hun hardere nummers is. Er zit een enorme dynamiek in de manier waarop ze samen spelen. Het basspel klinkt ongelooflijk en het gitaarspel past heel goed in elkaar. Er zit een harde gitaarriff in, die wordt beantwoordt door een funky gitaar.

## Live-uitvoeringen
Celebration Day was vanaf 1971 tot en met 1973 regelmatig onderdeel van de setlist tijdens optredens. In 1979 werd het gespeeld tijdens de concerten van de band op het Knebworth Festival in Knebworth Park in het Engelse dorp Knebworth, (Hertfordshire, Engeland), waarbij Page gebruik maakte van zijn Gibson EDS 1275 gitaar.
Een liveversie van het nummer is te horen op het album The Song Remains the Same (22 oktober 1976), opgenomen in juli 1973 tijdens drie concerten in Madison Square Garden in New York. In de gelijknamige film (20 oktober 1976), komt het nummer echter niet voor. Op de heruitgave van 2007 komt Celebration Day zowel op het album als in de film (DVD-versie) voor, zij het in een andere uitvoering dan die op het album uit 1976. Opvallend hierbij is het verschil in de gitaarsolo van Page.
In 1999 speelde Page het nummer tijdens de concerttour met de Amerikaanse rockband The Black Crowes. Een liveversie hiervan is te horen op het album Live at the Greek.

## Cover-versies
Celebration Day is door diverse artiesten gecoverd. De bekendste zijn:
| Artiest                       | Album                | Jaar |
| ----------------------------- | -------------------- | ---- |
| Jimmy Page & The Black Crowes | Live at the Greek    | 2000 |
| Spearfish                     | Back, for the Future | 2003 |
| Dread Zeppelin                | Bar Coda             | 2007 |
| Sally Tomato                  | Led Zeppelin III     | 2013 |